# Czertiż
Czertiż (ukr. Чертіж) – wieś na Ukrainie, w obwodzie zakarpackim, w rejonie użhorodzkim.